# Agonglo
Agonglo war der achte König von Dahomey. Er folgte auf seinen Vater Kpengla und regierte von 1789 bis 1797.
Agonglo führte zahlreiche Reformen durch: Die Steuern wurden gesenkt, und er machte dem gemeinen Volk im Rahmen der jährlichen Versammlung größere Geschenke. Nach der Eroberungsphase seines Vaters konsolidierte Agonglo die Herrschaft seiner Dynastie. Daneben war er aber auch in einigen Schlachten erfolgreich und das Königreich gedieh unter seiner Herrschaft. Sein Symbol war die Ananas. Bemerkenswert ist auch, dass Agonglo der erste der Dahomey'schen Könige war, der eine Europäerin zur Frau nahm: Eine seiner Frauen war eine holländische Mestizin.
Auf Agonglo folgte sein ältester Sohn Adandozan.
| Vorgänger | Amt                         | Nachfolger |
| --------- | --------------------------- | ---------- |
| Kpengla   | König von Dahomey 1789–1797 | Adandozan  |

| Personendaten    | Personendaten                        |
| ---------------- | ------------------------------------ |
| NAME             | Agonglo                              |
| KURZBESCHREIBUNG | achter König von Dahomey             |
| GEBURTSDATUM     | 18. Jahrhundert                      |
| STERBEDATUM      | 18. Jahrhundert oder 19. Jahrhundert |